# راضي حمزة الراضي
كان القاضي راضي حمزة الراضي رئيسًا لهيئة النزاهة العامة العراقية. ويعتقد أن الفساد كلّف العراق 9 مليارات جنيه إسترليني خلال السنوات الثلاث الماضية، وأن معظم هذه الأموال انتهى بها المطاف في أيدي الميليشيات الطائفية.
في الرابع من أكتوبر / تشرين الأول 2007، مثل الراضي أمام لجنة الرقابة والإصلاح الحكومي بمجلس النواب الأمريكي، واتهم حكومة رئيس الوزراء نوري المالكي بحماية الموظفين الفاسدين والسعي الحثيث إلى " القضاء على اللجنة أو السيطرة عليها "، ورفض الاعتراف باستقلال لجنة النزاهة العامة، في انتهاك للدستور العراقي. وردت الحكومة بإعلانها أنها ستقاضي الراضي بتهمة تهريب وثائق رسمية، وتشويه سمعة رئيس الوزراء، والفساد.

## روابط خارجية
- مسؤول عراقي سابق في مكافحة الفساد يطلب اللجوء في أمريكا
- منفي يدين " الفساد " العراقي
- هل يستحق فساد المالكي أرواحًا أمريكية ؟ بقلم النائب هنري إ. واكسمان ( ديمقراطي - بيفرلي هيلز )، رئيس لجنة الرقابة والإصلاح الحكومي في مجلس النواب الأمريكي.
- تحقيقات الفساد
- مجلس النواب الأمريكي يوافق بأغلبية ساحقة على قانون بشأن الفساد في العراق
- " إيليوت نيس العراق " يحصل على حق اللجوء السياسي